# White Rabbit Project
White Rabbit Project è un programma televisivo prodotto da Netflix, con presentatori Grant Imahara, Tory Belleci e Kari Byron, ex team costruttivo della serie MythBusters.

## Episodi

### Stagione 1
| Numero | Titolo                        | Durata |
| ------ | ----------------------------- | ------ |
| 1      | Tecnologia da supereroi       | 0:48   |
| 2      | Evasioni spettacolari         | 0:47   |
| 3      | Armi assurde                  | 0:48   |
| 4      | Maestri della truffa          | 0:45   |
| 5      | Che colpi!                    | 0:48   |
| 6      | La forza G                    | 0:47   |
| 7      | Tecnologia odiosa             | 0:48   |
| 8      | Dov'è il mio hoverboard?      | 0:48   |
| 9      | Invenzioni avanti con i tempi | 0:46   |
| 10     | Malati di velocità            | 0:48   |